# 안목섬
안목섬은 전라남도 여수시 삼산면에 있는 섬이다. 특정도서로 지정하여 관리되고 있다.

## 특정도서
안목섬에는 해식애, 해식동, 암설 등 지형경관이 우수하고, 다양한 종류의 식물이 자생하며, 곰솔, 동백나무 군락 등이 발달하여 「독도 등 도서지역의 생태계보전에 관한 특별법」에 의거 특정도서로 지정되었다.
- 지정번호 : 제149호
- 면적 : 129,832m2
- 지번 : 전라남도 여수시 삼산면 초도리 산2095, 2096, 2097-1, 2097-2, 2098